# Nolan Patrick
Pour les articles homonymes, voir Patrick.
Nolan Patrick (né le 19 septembre 1998 à Winnipeg dans la province de Manitoba au Canada) est un joueur canadien de hockey sur glace. Il évolue au poste d'attaquant.

## Biographie
Membre des Wheat Kings de Brandon, il réalise 56 points, dont 30 buts, en 55 parties à sa première saison dans la Ligue de hockey de l'Ouest en 2014-2015 et se voit remettre le trophée Jim-Piggott remis à la meilleure recrue de la ligue. La saison suivante, il marque 41 buts et réalise 61 assistances pour un total de 102 points en 72 parties. Il aide les Wheat Kings à gagner la coupe Ed-Chynoweth durant cette année-là. Avec 30 points (13 buts et 17 aides) durant les séries éliminatoires, il est nommé meilleur joueur des séries. Considéré comme un des meilleurs espoirs et pressenti pour être le premier choix au repêchage d'entrée dans la LNH 2017, sa saison 2016-2017 est minée par les blessures, limitant sa saison à 33 matchs à cause d'une hernie sportive. Lors du repêchage de la LNH, il est finalement repêché au deuxième rang par les Flyers de Philadelphie, derrière Nico Hischier choisi par les Devils du New Jersey.
Après deux saisons avec les Flyers, il est mis en réserve le 2 avril 2019 à cause de problèmes de migraines chroniques, et ne joue aucun matchs de la saison 2019-2020.

## Vie personnelle
Son père, Steve Patrick, était un joueur de hockey professionnel ayant joué dans la LNH. Son oncle, James Patrick, était également joueur de la LNH.

## Statistiques
| Saison     | Équipe                  | Ligue      |     | Saison régulière | Saison régulière | Saison régulière | Saison régulière | Saison régulière |    | Séries éliminatoires | Séries éliminatoires | Séries éliminatoires | Séries éliminatoires | Séries éliminatoires |
| Saison     | Équipe                  | Ligue      | PJ  | B                | A                | Pts              | Pun              | PJ               | B  | A                    | Pts                  | Pun                  |                      |                      |
| 2013-2014  | Wheat Kings de Brandon  | LHOu       | 3   | 1                | 0                | 1                | 0                | 9                | 0  | 0                    | 0                    | 2                    |                      |                      |
| 2014-2015  | Wheat Kings de Brandon  | LHOu       | 55  | 30               | 26               | 56               | 19               | 19               | 8  | 7                    | 15                   | 14                   |                      |                      |
| 2015-2016  | Wheat Kings de Brandon  | LHOu       | 72  | 41               | 61               | 102              | 41               | 21               | 13 | 17                   | 30                   | 16                   |                      |                      |
| 2016-2017  | Wheat Kings de Brandon  | LHOu       | 33  | 20               | 26               | 46               | 36               | -                | -  | -                    | -                    | -                    |                      |                      |
| 2017-2018  | Flyers de Philadelphie  | LNH        | 73  | 13               | 17               | 30               | 30               | 6                | 1  | 1                    | 2                    | 0                    |                      |                      |
| 2018-2019  | Flyers de Philadelphie  | LNH        | 72  | 13               | 18               | 31               | 27               | -                | -  | -                    | -                    | -                    |                      |                      |
| 2020-2021  | Flyers de Philadelphie  | LNH        | 52  | 4                | 5                | 9                | 20               | -                | -  | -                    | -                    | -                    |                      |                      |
| 2021-2022  | Golden Knights de Vegas | LNH        | 25  | 2                | 5                | 7                | 6                | -                | -  | -                    | -                    | -                    |                      |                      |
| Totaux LNH | Totaux LNH              | Totaux LNH | 222 | 32               | 45               | 77               | 83               | 6                | 1  | 1                    | 2                    | 0                    |                      |                      |

## Trophées et honneurs personnels

### Ligue de hockey de l'Ouest (LHOu)
- 2014-2015 : remporte le trophée Jim-Piggott de la meilleure recrue
- 2015-2016 :
  - nommé dans la deuxième équipe d'étoiles de l'association Est
  - champion de la coupe Ed-Chynoweth avec les Wheat Kings de Brandon
  - joueur par excellence en série de la LHOu